# Klädesholmens distrikt
Klädesholmens distrikt är ett distrikt i Tjörns kommun och Västra Götalands län. 
Distriktet ligger på sydvästra delen av Tjörn. 

## Tidigare administrativ tillhörighet
Distriktet inrättades 2016 och utgörs av socknen Klädesholmen i Tjörns kommun.
Området motsvarar den omfattning Klädesholmens församling hade vid årsskiftet 1999/2000.